# 弁財天宮
弁財天宮（べんざいてんぐう）は、長崎県新上五島町有川郷に鎮座する神社である。
また、当社に関連した『弁財天（めーざいてん）祭り』も記す。

## 祭神
田霧姫神を祀る。

## 歴史
寛文元年（1661年）、五島藩からの富江領分知に端を発した有川湾における海境問題が起こった。当時の有川6ヶ村の大庄屋である江口甚右衛門は、有川側に不利なままの海境問題について五島・富江両藩に訴え出たが解決することができず、貞享4年（1687年）4月、江戸公訴に踏み切る。
江戸での裁定はなかなか決まらず、江口甚右衛門らは3度に渡り江戸に上った。江戸滞在中には96社の神仏に勝訴を祈願し、元禄3年（1690年）5月6日、ついに有川側の勝訴の裁許が下る。江口甚右衛門は勝訴祈願の96社の内、鎌倉弁財天への信仰が篤く、勝訴後の帰郷の折には分霊を奉じ、有川の丑寅（北東）の鬼門に当たる浜地区の御小島に奉祀。有川村及び江口甚右衛門によって操業された捕鯨組織『有川鯨組』の守り神とした。また御小島を正面に見渡せる岩場（現弁財天宮鎮座地）に遥拝所を設け、その後現在の地に奉遷した。

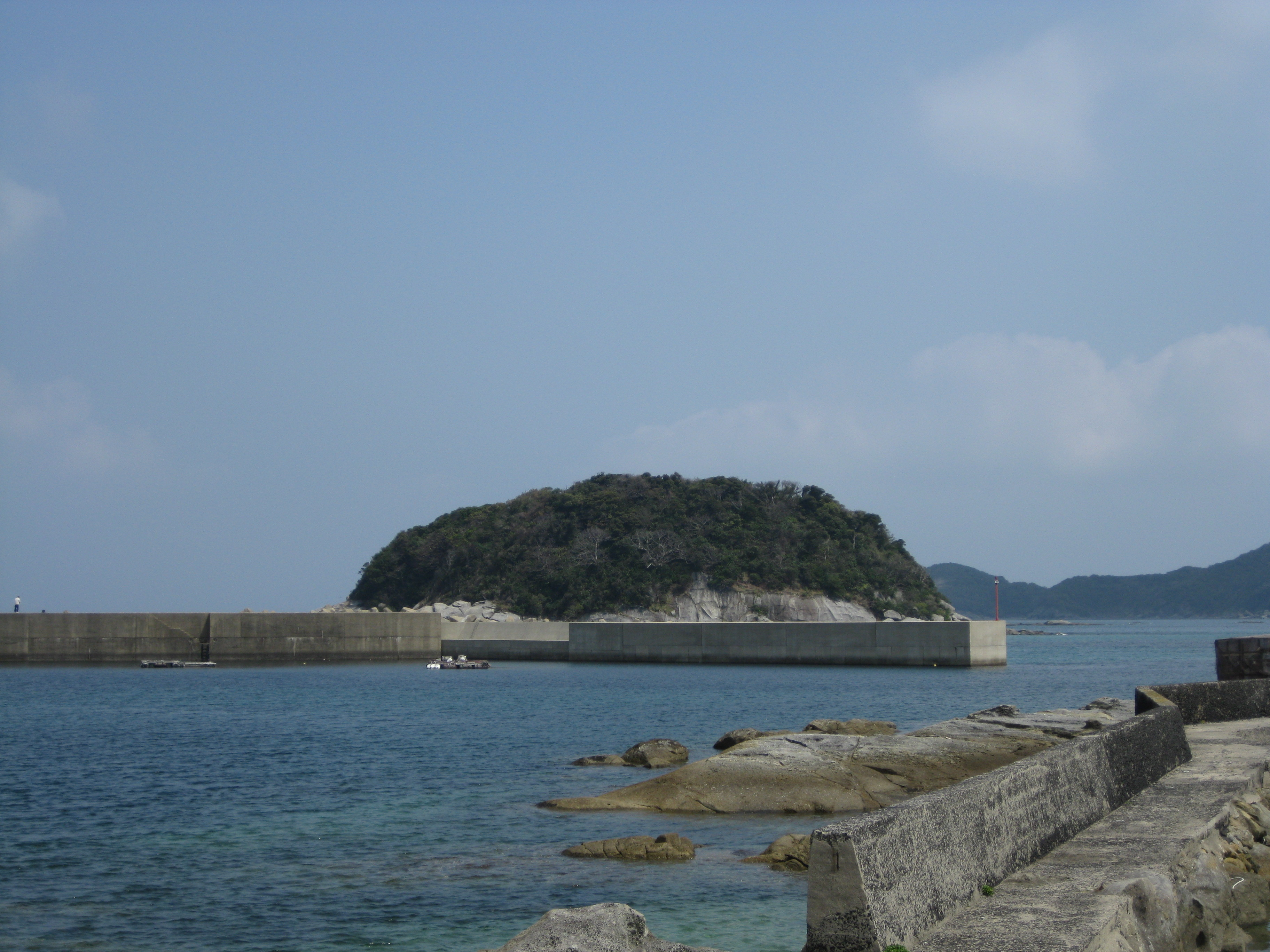
浜・御小島

明治41年（1908年）、同地区八幡神社に合祀された。

## 祭祀
主な祭礼・神事
- 例大祭（2月12日）

## 弁財天祭り
弁財天祭りは、1月の中旬に有川地区で行われる当社に由来する祭りであり、有川地区内の祝賀行事の際にも披露される伝統芸能である。

### 概要
大漁や商売繁盛・家運隆盛・五穀豊穣・鯨の供養などの祈願を、5分から10分程度の鯨歌と太鼓に乗せ歌われる。
有川6ヶ地区（浜・船津・中筋・高崎・上有川・西原）の各青年団と小中高校生によって行われ、早朝から弁財天宮や各地区に鎮座する神社を皮切りに有川地区内の官公庁・商店・事業所を回り、午後からは「郷回り（むらまわり）」と呼ばれるそれぞれの地域の全家庭を回る。郷回りの終了は午後9時前後となり、この後青年団だけで居酒屋などの飲食店回りとなる。祭りの終了は午後11時前後になるが、翌午前1時までかかる青年団もある。
旧来、正月14日行われてきたが、少子化や青年団員の減少などを理由に、平成21年（2009年）より1月の消防出初め式翌週の日曜日に変更になったが、平成24年（2012年）から消防出初め式を終えた週の土曜日に再度変更となった。

### 歴史
元禄6年（1693年）に操業を開始した『有川鯨組』では、正月2日に仕事始めの『仕出式（しだし）』が行われ、夜半過ぎには40数人の『羽差し』が諸肌を脱いで円陣をかき、歌に併せて踊りを踊った。その後、組の重役を海に投げ込み初漁に船を漕ぎ出した。同月14日は小正月で鯨組によって『弁財天祭り』が行われ、夜明けから鯨歌の太鼓が鳴り響き、羽差し踊りや数々の鯨歌が歌われ終日賑わったと伝えられる。
明治後期には有川における捕鯨も衰退し弁財天祭り自体も自然消滅するが、昭和5年（1930年）に長崎市で行われた『長崎県 青年団振興大会』に郷土民謡として『弁財天祭りの鯨歌』が紹介され、これを機に有川郷の5地区（浜・船津・中筋・高崎・上有川）の各青年団により復活がなされ、有川の年中行事として定着する。
なお、弁財天宮の鎮座地である浜地区はこれより数年早く弁財天祭りを復活させ、青年団振興大会への出場を果たしている。
平成2年（1990年）の弁財天祭りより、浜地区によって伝承がなされた西原地区も祭りに参加し、現在は6地区の青年団によって行われている。

### 鯨歌
歌詞の内容は一部の歌を除き、西日本の捕鯨が盛んだった地域に伝承される鯨歌や「祝い目出度」に酷似している。西海、五島地方に最新の捕鯨法を伝えたのは紀州や播州の人々であったとされ、有川鯨組の就労者の中には中国地方、四国地方、九州北部地方出身者も多く、それらの者によって捕鯨の技術と共に伝播されたと推測される。また、19世紀中頃に江口甚右衛門の子孫が書き記した家伝によれば、有川鯨組操業当初には「羽差・助右衛門」なる人物により数首の鯨歌が作られており、一部ではあるが現在も歌い継がれている。

#### 概要
有川地区には10曲の鯨歌が伝承されており、その内の5曲が現在は歌われている。
歌の題名、歌詞の内容、歌の節、太鼓の叩き方等にそれぞれの地区に違いと特徴がある。全地区で唯一共通するのが『旦那さま』であるが、やはり歌の節や太鼓の叩き方にそれぞれの特徴がある。
浜地区、西原地区に、『弁財天（めーざいてん）』、『大歌（おおうた）』、『生歌（きうた）』、『年の始め』、『旦那さま』の5曲があり、中筋、船津地区には、『弁財天』、『旦那さま』の2曲があるが、近年、船津地区に『祝い幸唄（いわいさちうた）』が新しく作られたので船津地区は3曲ある。上有川地区には、『前歌（まえうた）』、『中歌（なかうた）』、『大歌』、『漁歌（ぎょうた）』、『旦那さま』の5曲があり、高崎地区には、『弁財天』、『中歌』、『大歌』、『旦那さま』の4曲がある。
なお、上有川、高崎地区の『中歌』は伝承されている鯨歌の中にはない。